# ناعمة (الشوف)
حارة ناعمة هي إحدى القرى اللبنانية من قرى قضاء الشوف في محافظة جبل لبنان.
تبعد عن بيروت العاصمة حوالي 22 كم.